# 김중태 (평론가)
김중태는 IT 칼럼니스트이자 컨설턴트이다. 현재 IT문화원이라는 웹사이트를 운영하고 있으며, 정부 기관 및 여러 기업에서 자문위원을 맡고 있다. 또한 여러 IT 관련 행사와 교육 프로그램에 발표자 또는 강사로 참여하고 있다. 그동안 출강한 기관은 청와대, 국회, 대법원, 서울시청, 삼성그룹, LG, 현대, SKT, 중앙일보, 숙명대 경영대학원 등 3백여 곳이다.

## 학력 및 경력
- 1991년 서강대학교 국어국문학과 학사
- 1997년부터 2006년까지 김중태 문화원 원장
- 2009년부터 IT문화원 원장

## 저서
《IT취업 그것이 궁금하다》, 《모바일 혁명이 만드는 비즈니스 미래지도》, 《대한민국IT사 100》, 《창업력》, 《인터넷 쇼핑몰 웹2.0의 날개를 달다》, 《블로그 교과서》, 《웹2.0 시대의 기회, 시맨틱웹》, 《하드웨어 팔만대장경》, 《김중태의 통신이야기》 등 20여 권을 냈다.

## 기타 활동
- 글꼴 디자인 - '이야기' '태백한글' '새롬데이터맨' 등의 PC 프로그램에서 사용하는 글꼴을 제작 배포한 것을 시작으로 20여 종의 글꼴을 만들었다.
- PC 프로그램 제작 - '아망씨지기' '통통관리' '가나다라' 게임 등의 프로그램 개발 배포
- 최초의 디지털 시집 《사랑바보에게 보내는 편지 1.0》 발행
- 한글운동 및 문화운동 - 하이텔의 '한글사랑' 동아리 운영. '포스데이타', '꿈따라', '한글소식' 등 여러 매체에 한글 관련 칼럼 연재